# Dème de Céphalonie
Le dème de Céphalonie (en grec moderne : Δήμος Κεφαλονιάς / Dímos Kefaloniás) est un ancien dème situé dans la périphérie des îles Ioniennes en Grèce. Il couvre l'île de Céphalonie, ses îles voisines, ainsi que celles d'Echinádes, pour une superficie de 788,32 km2. Son siège se trouve dans la ville d'Argostóli.
Selon le recensement de 2011, la population du dème de Céphalonie compte 35 801 habitants.
Il est remplacé en 2019, dans le cadre du programme Clisthène I, par trois dèmes :
- Argostóli
- Lixoúri
- Sámi